# Aeroportul Shageluk
Aeroportul Shageluk (IATA: SHX, ICAO: PAHX, FAA LID: SHX) este un aeroport din Alaska, Statele Unite ale Americii ce deservește zona Shageluk⁠(d). Aeroportul a fost tranzitat în 2019 de 1.908 pasageri. A fost numit după zona deservită.
Situat la o altitudine de 24 m, aeroportul dispune de 1 pistă. Este operat de Alaska Department of Transportation & Public Facilities⁠(d).

## Infrastructură

### Piste
Aeroportul dispune de o singură pistă. Pista 16/34 are dimensiunile 3.400 picioare × 75 picioare. 